# AF (航空機)
AF ガーディアン
AF-2W（手前）とAF-2Sによるハンター・キラーチーム
- 用途：対潜機
- 製造者：グラマン
- 運用者： アメリカ合衆国（アメリカ海軍）
- 初飛行：1945年12月19日
- 生産数：389機
- 運用開始：1950年10月
- 退役：1955年8月31日

AF ガーディアン（AF Guardian）は、グラマン社が製造した、アメリカ海軍において初めて対潜戦（ASW）専用に作られ、使用された航空機システムである。それは2機の飛行機からなり、1機は捜索装置、もう1機は攻撃兵器を備えていた。その後、1機でその任務にあたり得るS-2 トラッカーの就役に伴い、アメリカ海軍部隊から姿を消した。

## 設計と開発

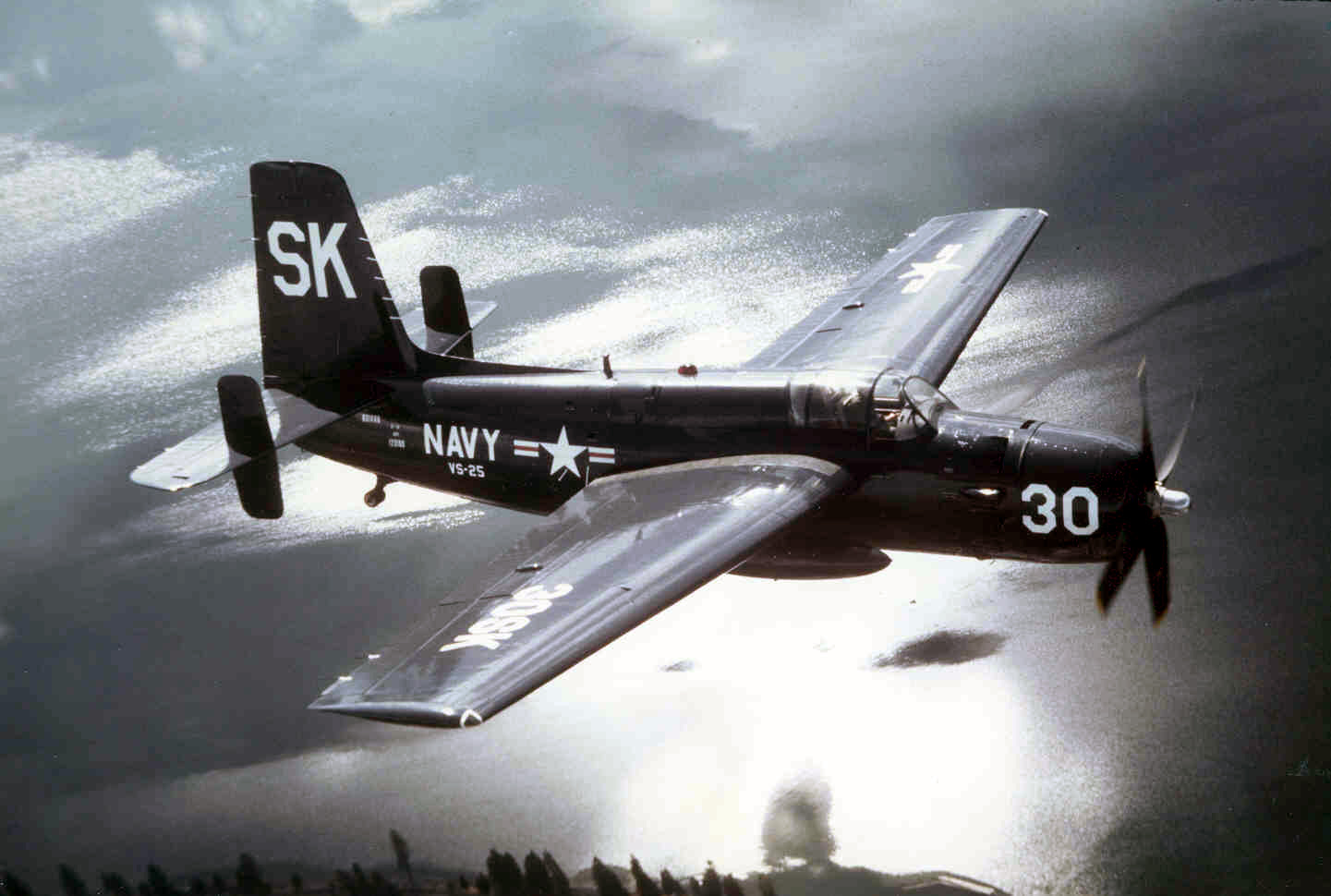
VS-25のマーキングが施された AF-2S の保存機 1979年の撮影

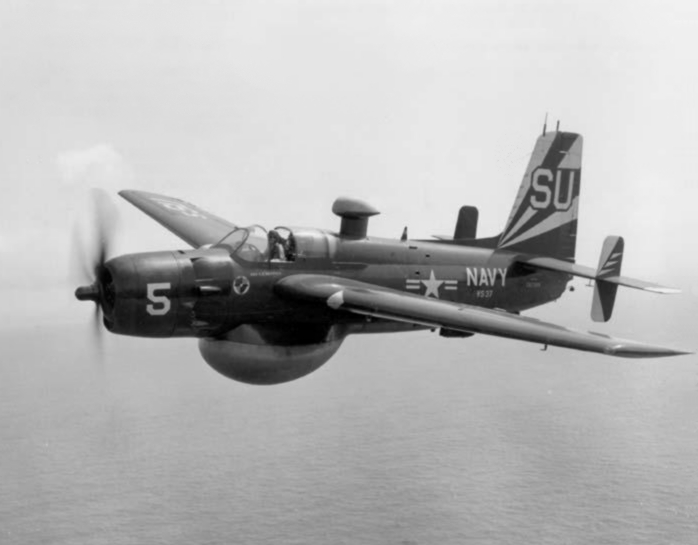
AF-2W VS-37の所属機 1957年7月の撮影

1944年に設計が行われたXTB2Fは3,600ポンド（1,633kg）の兵装搭載量と3,700マイル（5,950km）の航続力を持つ双発の飛行機だった。これはあまりに大きすぎてエセックス級航空母艦からの実運用に適さないと判断され、1945年にキャンセルとなり、F7F タイガーキャットの改良型であるXTSF-1の計画がその代替となった。
しかし最終的に選択されたのは、それとは別のモデルG-70という社内開発番号を持つプランであり、海軍はこれにXTB3Fの番号を与えた。XTB3Fはプラット&ホイットニー・ダブルワスプ星型エンジンを機首に、ウェスティングハウス製のターボジェットエンジンを尾部に備えた混合動力機であったが、この組み合わせは不適当であることが判明し、ジェットエンジンは一度も飛行に使われることなく取り外された。XTB3F-1Sは並列複座で、20mm機関砲2門の武装を備え、4,000ポンド（1,814kg）の爆弾または魚雷、あるいはロケット弾を携行できた。初飛行は1945年12月19日に行われた。
1945年12月24日に、海軍は本機の任務を雷撃から対潜水艦作戦に変更した。新しい任務に必要な器材をすべて1機に搭載することはできなかったため、2種類の異なった機体が製作されることになった。ひとつは「ハンター」でもう一つは「キラー」である。「ハンター」は武装を持たず、その代わりに、AN/APS-20捜索レーダーのための腹部レドームを備え、乗員も2名追加されていた。「ハンター」XTB3F-1Sは1948年11月に初飛行を行った。
「キラー」からは雷撃機が備えていた機関砲は撤去されたが、爆弾倉は残された。また3人目の乗員と、サーチライト及び短距離レーダーが付加された。「キラー」XTB3F-2Sの初飛行は1949年1月だった。

## 作戦歴

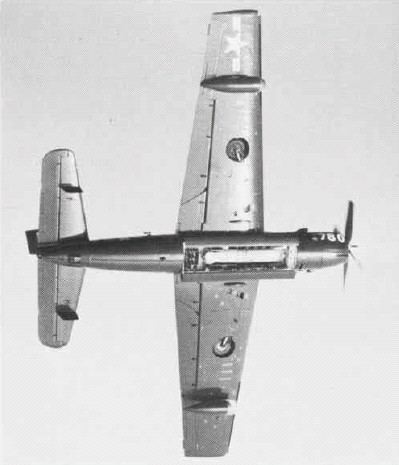
AF-2Sの機体下面。爆弾倉を開いている。

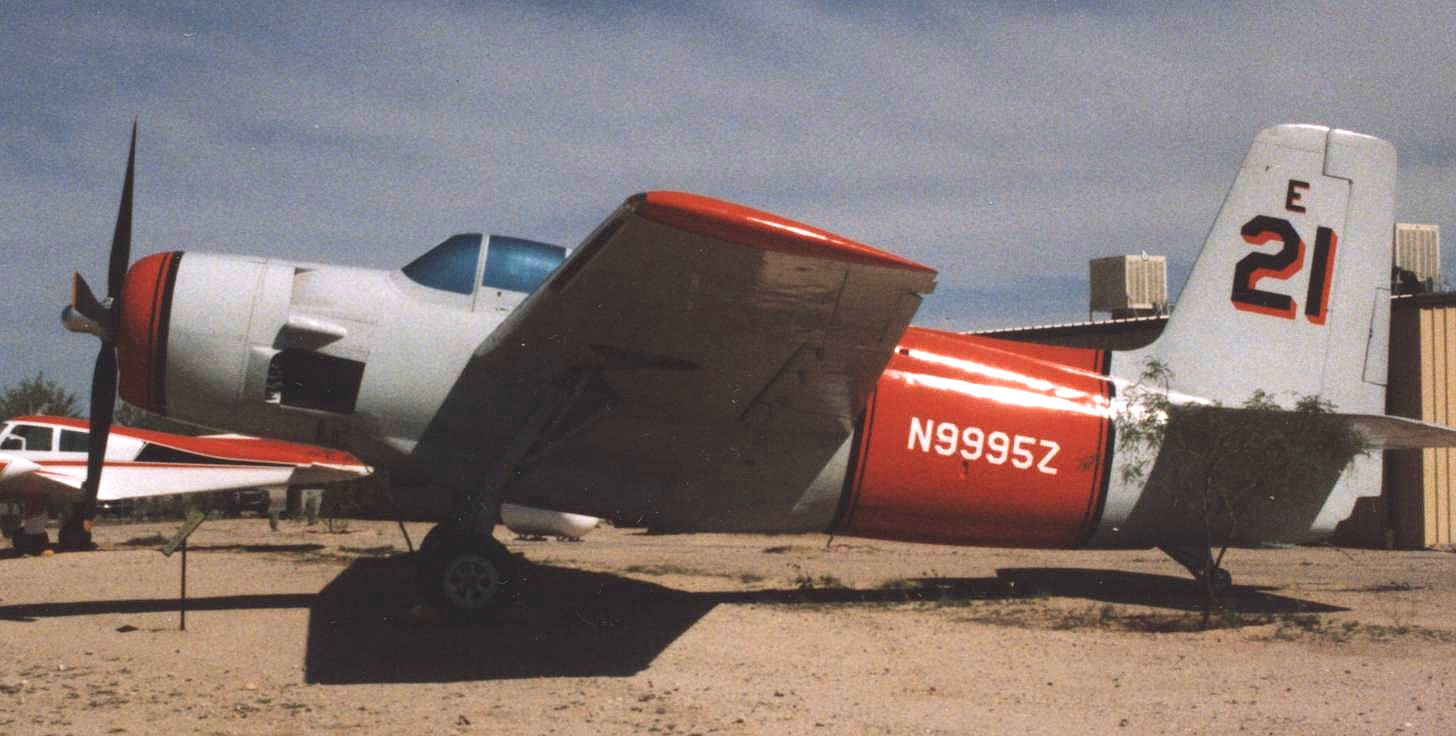
エアロユニオンによって消防機として使用されていたAF-2S 1991年4月の撮影

「ガーディアン」はAF-2W（TB3F-1S）とAF-2S（TB3F-2S）と改称され、1950年10月、アメリカ海軍史上最大の単発ピストンエンジン機として就役した。AF-2Sガーディアンの生産機数は193機であった。
1952年、「ハンター」AF-3Sは潜航中の潜水艦を探知するための磁気探知装置（MAD）を装備する機体として選出された。このタイプは40機が製作された。最後のガーディアンが配備されたのは1953年3月のことであり、生産数は全部で389機であった。
ガーディアンは朝鮮戦争において対潜哨戒任務についたが、まもなくグラマンS2Fトラッカーと交替し、1955年8月31日には全機が引退した。
ガーディアンはアメリカ海軍予備部隊の陸上あるいは艦上の対潜作戦機として、S2Fトラッカーに交替されるまで、ロッキードP2V（P-2）ネプチューンと混在して使用された。特に、アメリカ東海岸中央部の主要訓練基地であるウィローグローブ海軍航空基地において、東海岸の対潜哨戒および訓練に広範囲に用いられた。
数機のガーディアンは民間において水を投下する消防機として使用された。また、1機はフロリダ州ペンサコーラの国立海軍航空博物館に展示されている。

## 使用者

### 軍用
- アメリカ合衆国 - アメリカ海軍

### 民間
- エアロユニオン（en:Aero Union）[2]

## 要目（AF-2S ガーディアン）
- 乗員： 3-4名

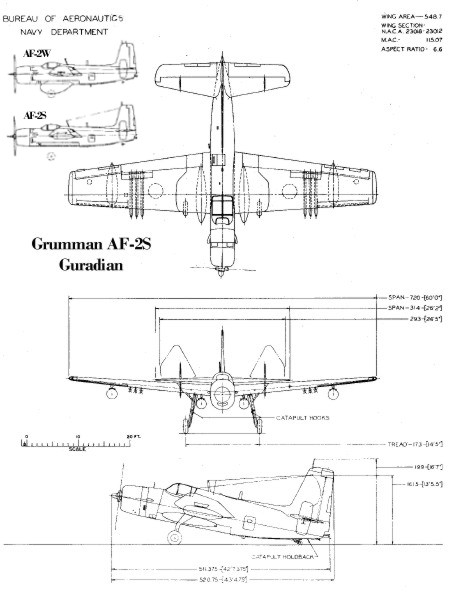
AF-2S 三面図

- 全長： 43 ft 4 in （13.21 m）
- 全幅： 60 ft 8 in （18.49 m）
- 全高： 16 ft 2 in （5.08 m）
- 翼面積： 560 ft2 （52.03 m2）
- 空虚重量： 14,580 ポンド （6,613 kg）
- 最大離陸重量： 25,500 lb （11,567 kg）
- エンジン： プラット&ホイットニー R-2800-48W ダブルワスプ 星型2,400hp × 1基
- 最大速度： 274ノット （507 km/h）
- 航続距離： 1,304カイリ （2,415 km）
- 上昇限度： 32,500 ft （9,900 m）
- 上昇力： 1,850フィート/分 （9.4 m/秒）
- 武装： 4,000 lb （1,814 kg） 爆弾/魚雷/爆雷、5インチ （127 mm） 無誘導ロケット弾

## 同等機
- ブレゲー ブルテュール
- フェアリー ガネット
- フェアリー スピアフィッシュ

## 参照